# 필립 커

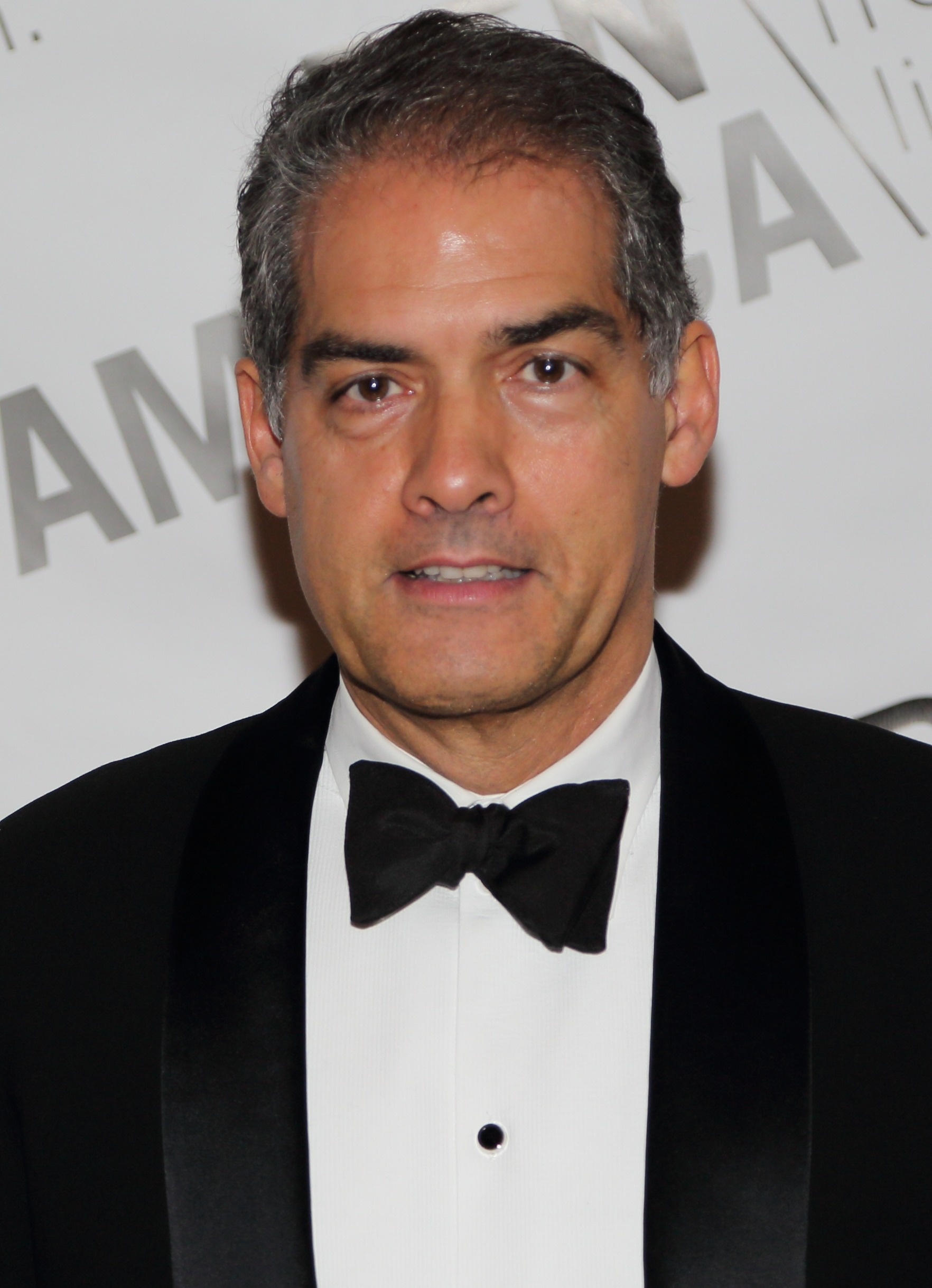

필립 밸런타인 커(Philip Ballantyne Kerr, 1956년 2월 22일 – 2018년 3월 23일)는 영국의 작가였다. 역사 탐정 스릴러 버니 군터 시리즈로 알려져 있다.
성인 픽션과 논픽션의 작가인 그는 1930년대, 2차 세계 대전과 냉전 기간 동안 독일과 다른 지역을 배경으로 한 역사 스릴러 의 Bernhard "Bernie" Gunther 시리즈로 유명히다. 그는 또한 램프의 아이들(Children of the Lamp) 시리즈를 포함하여 PB Kerr라는 이름으로 어린이 책을 썼다. Kerr는 Sunday Times, Evening Standard 및 The New Statesman에 기고했다. 그는 동료 소설가 Jane Thynne 과 결혼했다. 그들은 런던의 윔블던에 세 자녀가 있었다. 그는 2018년 3월 23일 62세의 나이로 암으로 사망했다. 죽기 직전 2019년에 사후에 출판된 14번째 베르니 군터 소설 < 메트로폴리스>가 나왔다.